# Kamienica Altarystów Mariackich w Krakowie
Kamienica Altarystów Mariackich – zabytkowa kamienica znajdująca się w Krakowie, w dzielnicy I przy Małym Rynku 7, na rogu z ul. Sienną 8–10, na Starym Mieście.

## Historia kamienicy
Kamienica została wzniesiona około 1300 roku jako dwukondygnacyjna. Zamieszkiwali ją księża altaryści, opiekujący się ołtarzami Kościoła Mariackiego, później także księża penitencjarze. W 1397 budynek zakupił Mikołaj Bielicz. W XV wieku Piotr z Tyczyna założył na dziedzińcu ogród w typie giardino segreto, czyli ogród tajemny. W 1685 wieku kamienicę przebudowano w stylu barokowym, nadbudowując jednocześnie drugie piętro oraz otaczając dziedziniec drewnianymi krużgankami. W końcu XVIII wieku dokonano drobnych modernizacji m.in. wsparto fasadę szkarpami. W 1886 budynek został odrestaurowany i nadbudowany o trzecie piętro według projektu Józefa Ertla. W latach 1968–1975 przeprowadzono kompleksową konserwację kamienicy, podczas której rozebrano trzecie piętro, przywrócono barokową fasadę, portale i łamany dach. 
7 maja 1975 kamienica została wpisana do rejestru zabytków. Znajduje się także w gminnej ewidencji zabytków.